# Szovjet monstrumok meghódítása
Szovjet monstrumok meghódítása (Soviet Megamonsters) Dmitrij Gromov városi felfedező (urbex) 2016-ban bemutatott ukrán dokumentumfilm sorozata.
Dmitrij bejárja Kijev és Ukrajna néhány, hajdan nevezetes, mára elfeledett, romos, elhagyott, elhanyagolt építményét a Sztálin-barokk kijevi felhőkarcolótól a csernobili Zóna elhagyatott építményein és szellemvárosain át egészen az atomerőmű szarkofágjáig.
Dmitrij 2006-ban csatlakozott a városi felfedezők táborához. Elképesztő mutatványokkal, elfeledett, szabadon hagyott apró réseken jut be az elhagyott helyekre. A filmsorozatban nagyon gyakran hangzik el a nyomatékos figyelmeztetés, hogy senki ne utánozza a filmben látottakat, mert életveszélyesek.
Végig nehezen észrevehető, külön veszélyforrás, hogy az elhagyott építmények karbantartása is jórészt elmaradt, ezért az egyébként is életveszélyes mutatványok emiatt még kockázatosabbak. Továbbá a magántulajdonban lévő területekre történő illetéktelen behatolás különböző mértékű törvényszegésnek, egyes országokban a filmben bemutatott egyes tevékenységek egyenesen bűncselekménynek minősülhetnek. Az utolsó két részben a Csernobilban és az atomerőmű környékén tett látogatás során extra veszélyforrás volt az egyes pontokon néhol teljesen váratlanul is megjelenő hatalmas sugárzás, akár 50000 µR/h (azaz ötvenezer mikroRöntgen per óra).
A felvételek izgalmát néhány különös látószögből vagy drónnal készített légifelvétel fokozza.

## Epizódok
- 1. A Csillagos Ház (The House with a Star)

A kijevi Csillagos Ház vagy Barátság Háza 1954-ben épült fel. A Szovjetunióban és a kelet-európai szocialista országokban az ötvenes évektől 12 Sztálin-barokk felhőkarcoló épült. Az első a Moszkvai Állami Egyetem, a Lomonoszov Egyetem 1949-52 között épült 32 emeletes főépülete volt. Varsóban a Kultúra és Tudomány Palotája 1952-55 között épült. A Szovjetunióban Hruscsov 1955-ös rendelete tiltotta meg további magas házak építését. Dmitrij a Csillagos Ház pincéjében kezdi az épület felderítését. Végcélja az épület csúcsán álló, villámhárítóként is szolgáló óriási vörös csillag megmászása.
- 2. A halódó gyár (The Dying Factory)

A kijevi Arzenal Gyár egy 250 éves hadi gyár. Nagy Katalin cárnő rendelete nyomán alapították. Hivatalosan 2009-ben ment csődbe. Az arzenál volt a vezető optikai és finommechanikai gyár a Szovjetunióban. Hadi és űrhajózási eszközöket gyártott.
Radarok, számítógépek, irányítóberendezések, navigációs rendszerek készültek itt. Precíziós fényképezőgépeket is gyártott és a külvilág számára is egyszerű fényképezőgépgyárként mutatkozott. Dmitrij egy aknán keresztül a csatornarendszeren át jut be a pincébe, majd némi nézelődés után onnan a gyárudvarra. Az épületeket most kisebb vállalatok bérlik. Az udvaron rendszeresen fegyveres gyárőrség cirkál. Így eléggé veszélyes a hóban nyomokat hagyva nézelődni az épületek között. Végül a kerítésen át távozva fejezik be a látogatást.
- 3. Függőleges beton (Concrete Vertical)

A kijevi Déli Híd a Dnyeper felett ível át. 1983-1990 között épült az 1300 méter hosszú és 135 méter magas híd. 112 millió rubelbe azaz 200 millió dollárba került. Hat sávos (2x3) gyorsforgalmi út és két metró sínpár vezet át rajta. Dmitrij a távfűtő cső mellett surran be. Innen jut át a hídpálya alá az operatőrrel, Tyimonnal. A pilonra a drótkötélen másznak fel. Az utolsó métereket viszont egyszerű, horoggal rögzített kötélen teszik meg minden biztosítás nélkül az elképesztő magasságban. A legmagasabb pontra feljutva Dmitrij meglengetik az Insiders Project fekete, háromágú szigonyos zászlaját, és a pilon belsejében indulnak vissza, de lent a rendőrség várja őket.
- 4. Az elveszett óvóhely (The Lost Shelter)

Kievben több száz, a Szovjetunióban több ezer hidegháborús atombunker, óvóhely volt. A közműcsatornán keresztül jutnak be a meg nem nevezett gyár egyik egysége alá, az óvóhelyre. Több vastag acélajtó védte az atombiztos óvóhely belsejét. Bent  hálóhelyek emeletes ágyakkal, raktárak és oktatási központ is volt. Dmitrij különféle védőeszközöket, gázálarcokat, műszereket talál. Különféle húsz-harminc-negyven éves telefonokat, rádió adóvevőt és egyéb kommunikációs eszközöket.
- 5. Óriások völgye (Valley of the Giants)

Trainhopping: illegális tehervonatozás 300 km-re Kijevtől. Dmitrijék így jutnak el egy elhagyott külszíni szénbányához valahol Ukrajnában. Egy Azovmas gyártmányú, gigantikus ipari önjáró kotrógépet keresnek és fedeznek fel. Itt is őrzik a bejáratokat, ezért egy ijesztően meredek, csaknem függőleges homokfalon csúsznak le. A bányát időközben elöntötte a talajvíz, úgyhogy úszva kell megközelíteniük hogy bejárhassák a rozsdás fémdinoszauruszt. Ötven méteres magasságba kapaszkodnak fel és a merevítőkábeleken át jutnak tovább a magasban.
- 6. A konzerv metró (Defunct Tube)

Dmitrij a kijevi metró egyik szovjet időkből itt maradt dekoratív állomásáról az utasok közé vegyülve indul feltűnés nélkül felfedező útjára. A cél a „konzerv”, a 80-as években feleslegessé vált, lezárt alagútszakasz ahol már a talpfákat is felszedték. Az Arzenál megálló a legmélyebb, több mint 100 méter mélyen van. Szellőző oszlopok, átjárók és szervizalagutak bonyolult labirintusa a metró. Néhol mozgásérzékelőkkel felszerelt riasztóberendezések. Dmitrij akrobatikus ügyességgel mászik át a legkisebb szabadon hagyott résen is. Alant mindent finom fémpor borít, ami a kerekek és a sínek súrlódásából, kopásából keletkezik. A körút végén mielőtt egy állomásra beérkező szerelvény nyomában feltűnés nélkül felugranak a peronra, némi előrelátóan magukkal vitt vízzel lemossák a port az arcukról és kicsit rendbe hozzák az öltözetüket is. Arra is ügyelnek, hogy a metróra gyorsan fel is szálljanak, mert a mozgásérzékelő nyilván beriasztott erre az akciójukra.
- 7. A Bolsevik Gyár (Bolshevik)

Ukrajna egyik leghíresebb gyára volt a Bolsevik gyár. 1882-ben két cseh férfi alapította. Rövidesen több mint ezer embert foglalkoztatott. A munkások aktívan részt vettek a forradalomban, ezért nevezték el a gyárat később hivatalosan is így. Ezen a hétvégén Dmitrijék több épületbe is ellátogatnak. Az egykori hadi gyár mára már csupán vegetál. De így is van némi esély, hogy munkásokba botlanak valamelyik műhelyben. A legnagyobb épületbe a tetőn keresztül ereszkedik le. Egy fúrópajzs és egy mozdony kelti fel az érdeklődését. A végén beleütköznek a gyárőrség két emberébe, úgyhogy az operatőrrel futva kell elhagyniuk a gyárat a kerítésen átugorva.
- 8. A földalatti folyó (Underground River)

Kijev számtalan patakját, folyóját a föld alá kényszerítették. Dmitrij a Klov folyót követi végig a föld alatt. Az Arzenál gyár udvarán az óvóhelyen keresztül jutnak el a cső bejáratáig amelyen aztán kilométereket kell megtenniük összegörnyedve. A csatornarendszerben a legfőbb veszélyforrás eső esetén a vízszint gyors emelkedése. Randevú lent az örök sötétségben a metróalagút méretűre szélesedett főcsatornában Szuszanyinnal, régi katonatársával és urbexes barátjával. Ebben a furcsa környezetben elevenítik fel a régi urbexes emlékeiket. Végül egy kis pirotechnikai bemutatót is rögtönöznek a csatornában.
- 9. A zóna (Zone)

Dmitrij sztalkerként látogat el a Zónába, Csernobil környékére. Az első állomás az elhagyott kísértetfalu, Ilovica. Rassokha a sugárszennyezett járművek temetője. A sugárzási szint itt 20-5000 µR/h. Az egykori gyerektábor. Át kell kelni az Úzs folyón, mert a hidakat őrzik. Naponta kapnak el sztalkereket. Az Orosz fakopáncs gigantikus antennarendszere. Oroszul: Duga ami Ívet jelent. A legendák, összeesküvés-elméletek szerint tornádókat hoztak létre vele Amerikában, mások szerint viszont a szovjet emberek elméjét irányították vele.
- 10. Az alvó reaktor (Sleeping Reactor)

Pripjaty és az orosz fakopáncs újra, valamint a Pripjaty környéki erdők. A Janov vasútállomás 1km-re Pripjatytól. A sugárzás itt 40-300 µR/h. Megnézik az egykori Jupiter gyárat, ami katonai számítógépeket és katonai gépekhez fekete dobozokat gyártott. 2000-ig működött. A sugárzás itt 50-50ezer µR/h.
A Jupiter pincéjében volt egy fadoboz grafitmaradványokkal, aminél minden sugárzásmérő műszer kiakadt. Mégis sokan jöttek hogy egy pillantást vessenek rá. Mint a kívánságokat valóra váltó titkos szobába. De mára ezt a pincét teljesen elöntötte a víz. Pripjaty. A lakótelep és az óvoda. Sok tárgyat a fotósok rendeztek el hogy hatásos képet készíthessenek. Pripjatyban a sugárzás meghaladta az 1 millió µR/h-t, ami 30 ezerszerese a megengedettnek. Hátborzongató látogatás a hullaházban. 60-1500 µR/h. A Halál Hídja. A legenda szerint a baleset éjszakáján egy társaság az erdőben ünnepelte egyikük születésnapját. Reggel a hídon megálltak megnézni a napfelkeltét. Hatalmas sugárdózist kaptak és rövidesen mindannyian megvakultak. A hűtőtorony. Az 5-ös reaktorblokk, ami a felrobbant 4-es ikertestvére. Ősszel adták volna át.

## Hasonló dokumentumfilmek
- URBEX – Enter At Your Own Risk
- Mítoszvadászok (Myth Hunters) 5. rész, 2013, Rettegett Iván elveszett könyvtára (2S7E The Lost Library of Ivan the Terrible) végén pár perc a moszkvai diggerekről.